# Атовакуон
Атовакуон — химическое соединение, относящееся к классу нафтохинонов. Представляет собой гидрокси-1,4-нафтохинон, аналог убихинона, с антипневмоцистной активностью. В США изготавливается в жидкой форме, как пероральная суспензия, под торговым названием Мерпон.

## Синтез
Синтез атовакуона начинается с реакции ацилирования по Фриделю-Крафтса хлорбензола с помощью ацетилхлорида в присутствии циклогексена. Полученный хлорфенилциклогексилметилкетон окисляется бромом в присутствии щёлочи до циклогексанкарбоновой кислоты. На третьем этапе происходит взаимодействие с 2-хлор-1,4-нафтохиноном. Целевое вещество получают путём последующего щелочного гидролиза в метаноле.

## Использование
Атовакуон используется как лекарственное средство для лечения или предотвращения следующих заболеваний:
1. Используется для лечения пневмоцистной пневмонии[3][4], однако не используется для лечения тяжёлых случаев этого заболевания.
2. Для лечения токсоплазмоза[5]. Лекарство обладает антипаразитическим и терапевтическим эффектом.
3. Для лечения малярии. Наряду с прогуанилом и другими компонентами входит в состав Маларона. Такая комбинация даёт меньше побочных эффектов и стоит дороже чем мелфлохин[6]. Известны случаи резистентности плазмодия к этому препарату[7].
4. Для лечении бабезии. Часто используется в комбинации с пероральным азитромицином[8].

Ко-тримоксазол обычно считается первой линией терапии при пневмоцистной пневмонии или токсоплазмозе. Однако, атовакуон можно использовать на пациентах, которые имеют непереносимость или аллергию на препараты ряда сульфонамидов, такие как ко-тримоксазол. Вдобавок атовакуон обладает тем преимуществом, что не вызывает подавление клеток белого костного мозга, что важно для пациентов которые перенесли трансплантацию костного мозга.

## Малярия
Атовакуон в комбинации с прогуанилом производится фирмой GlaxoSmithKline и с 2000 года продаётся под названием Маларон; препарат предназначенный для лечения или предотвращения заражения малярией.